# Аалто, Саара
Са́ара Софиа А́алто (фин. Saara Sofia Aalto; род. 2 мая 1987, Оулунсало, Финляндия) — финская поп-вокалистка. Представительница Финляндии в 2018 году на конкурсе песни Евровидение в Лиссабоне (Португалия).
В 2016 году вышла в финал шоу The X Factor (Великобритания), где завоевала второе место, исполнив хит 1980-х годов «Everybody Wants to Rule the World» группы Tears for Fears.

## Биография
Саара родилась в 1987 году в Оулунсало. Училась у Ольги Маслак.
Заняла второе место в конкурсе Talent Suomi в 2006, а также в конкурсе The Voice of Finland в 2012. Саара принимала участия в отборах Финляндии на Евровидение в 2011 и 2016 годах с песнями «Blessed with Love» и «No Fear», в которых занимала 2 место. Пела в дуэте с такими известными исполнителями как Адам Ламберт, Андреа Бочелли, Хосе Каррерас и Роберт Уэллс. Выпустила 5 альбомов на своём собственном лейбле «Yume Records». В 2016 году газета Iltalehti назвала Саару человеком года в Финляндии. В 2018 году станет одной из наставников на шоу X Factor Suomi — финской версии британского The X Factor.

## Личная жизнь
В течение девяти лет состояла в отношениях с Тээму Райваненом, с которым записала общий альбом. В начале 2013 года отношения прекратились, но певица охарактеризовала их как очень дружественные.
В мае 2015 года Аалто заявила, что состоит в отношениях с женщиной. Гражданским партнёром певицы является личный тренер Мери Сопанен с которой они живут в Ярвенпяе с марта 2016 года. Аалто открыто заявила, что является гомосексуалом. Певица была выбрана гей-символом года в 2016 году QX Gay Gaala. Аалто и Сопанен планируют свадьбу в августе 2018 года.

## Синглы
- 2011 — «Blessed with Love»
- 2013 — «You Had My Heart»
- 2013 — «Enkeleitä»
- 2014 — «Reach the Stars»
- 2014 — «You Raise Me Up»
- 2015 — «Feel Vegas»
- 2016 — «No Fear»
- 2018 — «Monsters», «Domino», «Queens»
- 2019 — «Koska et oo täällä enää», «Tähdet, taivas ja sä»